# Baimena
Baimena (pl. Baimenas).- jedna od grupa Zoe Indijanaca, šire grupe Taracahitian, porodica Juto-Asteci, koje je obitavalo na jugu Zoe teritorija na području današnje meksičke države Sinaloa. Njihova točna lokacija se 1678.  nalazila oko 6 liga istočno od San Jose del Toro u Sinaloi. Prema Zapati govorili su jezikom srodnim onom Zoe Indijanaca. Nestali su.

## Tekst naslova
- Mexican Indian Bands, Gens and Clans  Arhivirana inačica izvorne stranice od 7. ožujka 2008. (Wayback Machine)